# (4733) ORO
(4733) ORO est un astéroïde de la ceinture principale.

## Description
(4733) ORO est un astéroïde de la ceinture principale. Il fut découvert le 19 avril 1982 à Harvard par l'Observatoire Oak Ridge. Il présente une orbite caractérisée par un demi-grand axe de 2,19 UA, une excentricité de 0,07 et une inclinaison de 4,7° par rapport à l'écliptique.

## Nom
Cet astéroïde a été nommé en l'honneur de l'Observatoire d'Oak Ridge, établi à Harvard, Massachusetts, par l'observatoire de l'université Harvard en 1932 et exploité depuis 1982 par le Smithsonian Astrophysical Observatory. Cet astéroïde est l'un des 39 découverts au cours du programme astrométrique de Oak Ridge (connu également sous le nom de station George R. Agassiz, depuis de nombreuses années), qui a été réalisé avec le réflecteur Wyeth de 1,5 m, le plus grand télescope de l'est des États-Unis pendant presque 20 ans.

## Compléments